# 서울삼일초등학교
서울삼일초등학교(三一初等學校)는 대한민국 서울특별시 동작구에 있는 공립 초등학교이다.

## 학교 연혁
- 1984년 7월 24일 : 도시계획 시설(학교) 결정 고시
- 2005년 9월 4일 : 학교 신축공사 착공
- 2007년 9월 1일 : 초대 최석희 교장선생님 취임
- 2007년 9월 1일 : 34학급 인가(서울남성초등학교에서 451명 분리) 20학급 편성
- 2007년 11월 1일 : 서울삼일초등학교 개교식 및 개교기념 작품전시회
- 2008년 3월 1일 : 29학급 편성(631명) 서울시 교육청 교원능력평가 선도학교
- 2008년 12월 31일 : 서울시교육청 독서,논술교육 우수학교 교육감상 수상
- 2009년 2월 13일 : 제1 회 졸업식(졸업생 53명)
- 2010년 12월 31일 : 환경교육 우수학교 교육감 표창
- 2011년 3월 1일 : 제 2대 김영숙 교장선생님 취임
- 2011년 3월 1일 : 36학급 편성(전교생 979명)
- 2011년 5월 31일 : 교재원 및 암석원 조성
- 2011년 10월 1일 : 제 1회 삼일 가을 대운동회 개최
- 2011년 10월 29일 : 제 3회 알뜰바자회 개최
- 2011년 10월 30일 : 학교 안내도로 표지판 4곳 설치 완료
- 2012년 1월 15일 : 지하철 내 학교 안내 표지판 2곳 설치(4, 7호선)
- 2012년 1월 28일 : 급식실 트랜스 2차 보수
- 2012년 2월 15일 : 제 4회 졸업식(졸업생 119명)
- 2012년 3월 1일 : 36학급 편성(전교생 1,030명)
- 2012년 9월 1일 : 제 3대 유영삼 교장선생님 취임
- 2013년 1월 4일 : 서울형 혁신학교 지정
- 2013년 2월 14일 : 제 5회 졸업식(졸업생123명)
- 2013년 3월 1일 : 자율학교지정, 36학급 편성
- 2013년 12월 31일 : 교육활동우수학교 교육장 표창
- 2014년 2월 14일 : 제 6회 졸업식(졸업생151명)
- 2015년 2월 13일 : 제 7회 졸업식(졸업생135명)
- 2015년 12월 31일 : 교육과정편성운영 우수교 교육감 표창
- 2016년 2월 18일 : 제 8회 졸업식(졸업생 141명)
- 2016년 9월 1일 : 제 4대 조덕현 교장선생님 취임
- 2017년 2월 17일 : 제 9회 졸업식(졸업생136명)
- 2018년 2월 13일 : 제 10회 졸업식(졸업생153명)
- 2018년 11월 28일 : 공기청정기 설치(36학급 및 도서실)
- 2018년 12월 31일 : 2018학년도 우수기관 교육장 표창
- 2019년 2월 15일 : 제 11회 졸업식(졸업생 143명)
- 2019년 3월 1일 : 제 5대 최갑숙 교장선생님 취임
- 2019년 12월 17일 : 기부 및 사회협력 교육감 표창
- 2020년 2월 12일 : 제12회 졸업식(졸업생 143명)
- 2020년 2월 21일 : 급식실 환경 개선
- 2020년 2월 28일 : 학생식당 개선
- 2020년 3월 1일 : 37학급 편성 - 1037명
- 2020년 3월 1일 : 신입생 184명 입학
- 2020년 7월 24일 ~ 8월 23일 : 교육환경 개선 사업(전 교실 냉난방 공사 및 3~6층 연결 복도 휴식 공간 공사)
- 2020년 12월 31일 : 2020학년도 교육활동 우수학교 교육장 표창
- 2021년 1월 9일 : 제 13회 졸업식(졸업생 132명)
- 2021년 3월 1일 : 37학급 편성(1,022명)
- 2021년 3월 1일 : 신입생 207명 입학
- 2021년 3월 1일 : 제 6대 송영미 교장선생님 취임

## 참고 자료
- 서울삼일초등학교 - 한국교육학술정보원 학교알리미